# Record of Lodoss War: Advent of Cardice
Record of Lodoss War: Advent of Cardice (Record of Lodoss War en Europe et en Amérique du Nord) est un jeu vidéo de type action-RPG développé par Neverland et édité par Swing! Deutschland, édité par Kadokawa Shoten, sorti en 2000 sur Dreamcast.

## Accueil
- Joypad : 7/10[1]